# Holms distrikt, Uppland
Holms distrikt är ett distrikt i Enköpings kommun och Uppsala län. Distriktet som befolkningsmässigt är Sveriges minsta ligger omkring Holms kyrka i sydvästra Uppland.

## Tidigare administrativ tillhörighet
Distriktet inrättades 2016 och utgörs av Holms socken i Enköpings kommun.
Området motsvarar den omfattning Holms församling hade vid årsskiftet 1999/2000.